# جام حذفی فوتبال تهران ۱۳۴۰
جام حذفی فوتبال تهران ۱۳۴۰ در این سال با حضور تیمهای سطوح یک تا سه تهران برگزار شد و تیمهای دارایی و کیان به دیدار نهایی رسیدند و دارایی قهرمان شد.
در حالیکه از آخرین قهرمانی دارایی سیزده سال می‌گذشت و هواداران دارایی در حسرت جام بودند. این تیم با جذب بازیکنان جدید به دنبال قهرمانی بود ولی در جام باشگاه‌های تهران قافیه را به تاج تهران باخته و به نایب قهرمانی رسیده بود به همین دلیل با جدیدت جام حذفی را آغاز کرد تا فینال که کیان را مقابل خود می‌دید تمامی تیمها را شکست داد و بعد از ۱۳ سال موفق به کسب جام شد.